# Cristian Dumitru Crișan

Wappen von Cristian Dumitru Crişan

Cristian Dumitru Crișan (* 11. Oktober 1981 in Reghin, Rumänien) ist ein rumänischer Geistlicher und  rumänisch griechisch-katholischer Weihbischof in Făgăraș und Alba Iulia.

## Leben
Cristian Dumitru Crişan studierte von 2000 bis 2003 Philosophie und Katholische Theologie in Blaj, bevor er zur Fortsetzung seines Studiums nach Rom entsandt wurde. Dort absolvierte er am Päpstlichen Orientalischen Institut ein von der Kongregation für die orientalischen Kirchen organisiertes Vorbereitungsjahr. 2007 schloss Crişan sein Studium am Päpstlichen Athenaeum Sant’Anselmo ab. Er empfing am 11. Mai 2008 in Bukarest durch den Weihbischof in Făgăraș und Alba Iulia, Mihai Frățilă, das Sakrament der Priesterweihe.
2012 wurde Cristian Dumitru Crişan an der Päpstlichen Lateranuniversität im Fach Kanonisches Recht promoviert. Im gleichen Jahr wurde er Pfarrer der Pfarrei Saint-Grégoire in Paris und Rektor der rumänischen griechisch-katholischen Mission in Frankreich. 2013 wurde Crişan zudem Notar der Synode der Bischöfe der rumänischen griechisch-katholischen Kirche sowie Ehebandverteidiger am Kirchengericht von Paris. Ab 2016 war er Richter an gleichem Gericht. Von 2016 bis 2017 studierte Cristian Dumitru Crişan an der erziehungswissenschaftlichen Fakultät des Institut Catholique de Paris und an der Universität Paris-Sorbonne (Paris IV). Er erwarb 2018 ein Zertifikat am Institut d’études politiques de Paris.
Am 9. April 2018 ernannte ihn Papst Franziskus zum Apostolischen Visitator für die in Westeuropa lebenden rumänisch griechisch-katholischen Gläubigen. Am 11. Oktober desselben Jahres wurde Cristian Dumitru Crişan nationaler Koordinator der Pastoral für die rumänisch griechisch-katholischen Gläubigen in Italien.
Die Synode der Bischöfe der rumänischen griechisch-katholischen Kirche wählte Cristian Dumitru Crişan zum Weihbischof in Făgăraș und Alba Iulia. Diese Wahl bestätigte Papst Franziskus am 22. Januar 2020 und ernannte ihn zum Titularbischof von Abula. Der Großerzbischof von Făgăraș und Alba Iulia, Lucian Kardinal Mureșan, spendete ihm am 21. Juni desselben Jahres in der Kathedrale von Blaj die Bischofsweihe; Mitkonsekratoren waren der rumänisch griechisch-katholische Bischof von Lugoj, Alexandru Mesian, und der Kurienbischof im Großerzbistum Făgăraș und Alba Iulia, Claudiu-Lucian Pop.